# ندا سلطانی

روی جلد نشریه تایمز، چاپ لندن. راست ندا سلطانی و چپ ندا آقاسلطان است.

ندا سلطانی (زادهٔ ۱۹۷۷ در اصفهان) استاد رشتهٔ زبان و ادبیات انگلیسی و دانشجوی رشته دکترا در دانشگاه آزاد اسلامی واحد کرج بود که پس از حوادث بعد از انتخابات سال ۸۸ تصویری از او به اشتباه به عنوان تصویر ندا آقاسلطان در رسانه‌های داخلی و خارجی منتشر شد.

## تصویر اشتباه
پس از درگیری‌های انتخابات ریاست جمهوری ۱۳۸۸ در ایران و بعد از کشته شدن ندا آقاسلطان تصویری از او منتشر شد و به عنوان نماد معترضین در تظاهرات‌ها و اعتراض‌های داخل و خارج و رسانه‌های مختلف مورد استفاده قرار گرفت. این تصویر که متعلق به ندا سلطانی بود به اشتباه از صفحه فیسبوک او برداشته شده و در رسانه‌ها پخش شد.
سلطانی در مصاحبه‌ای گفت که پس از انتشار تصویرش توسط دولت مورد بازجویی قرار گرفته و از او خواسته شده که در سناریویی در مورد انکار قتل ندا آقاسلطان شرکت کند. او در نهایت مجبور به ترک ایران شد و از دولت آلمان تقاضای پناهندگی کرد.